# Scharsterrijn
De Scharsterrijn (Fries en officieel: Skarster Rien), ook gespeld als Scharster Rijn, is een kanaal in de Nederlandse provincie Friesland. Het kanaal met een lengte van circa 7 km verbindt het Tjeukemeer met de Langweerderwielen.
Er zijn twee bruggen over de Scharsterrijn: De Scharsterrijnbrug in de A6 en een brug in de plaats Scharsterbrug, die naar deze brug is genoemd.
Ten westen van Scharsterbrug staat langs de zuidkant van de Scharsterrijn de Skarrenmolen.
Voordat het kanaal de Langweerderwielen bereikt passeert het Boornzwaag, waar een fiets- en voetveer voor een verbinding zorgt met een recreatiegebied.

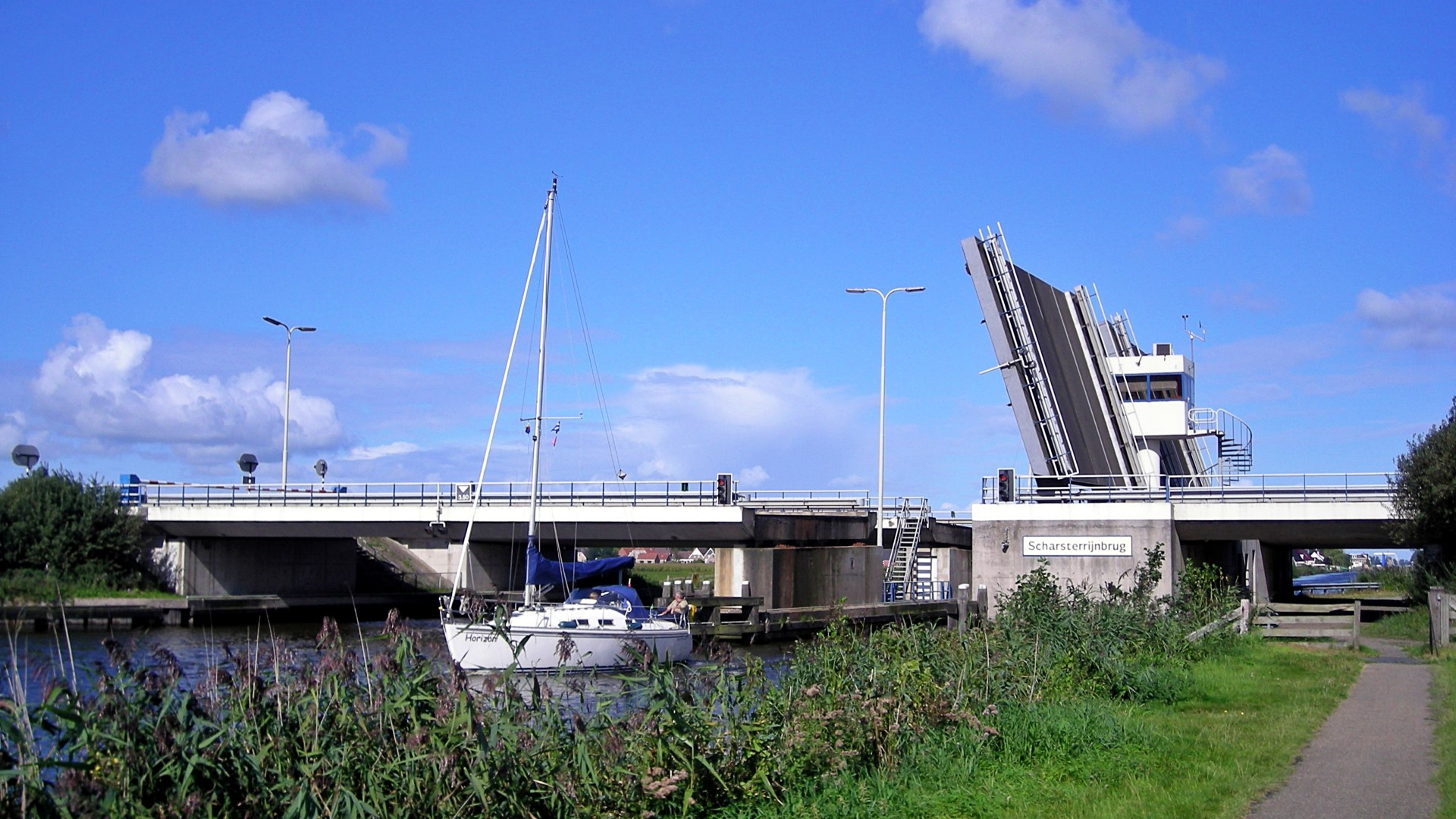
De Scharsterrijnbrug in de A6